# 國土交通省立山砂防工事專用軌道
立山砂防工事專用軌道（日文：立山砂防工事専用軌道（たてやまさぼうこうじせんようきどう） ，常簡稱为立山砂防軌道 ，是位於日本富山县立山町的窄轨工程專用鐵路线，由日本國土交通省北陸地方整備局立山砂防事務所管理。

## 概述

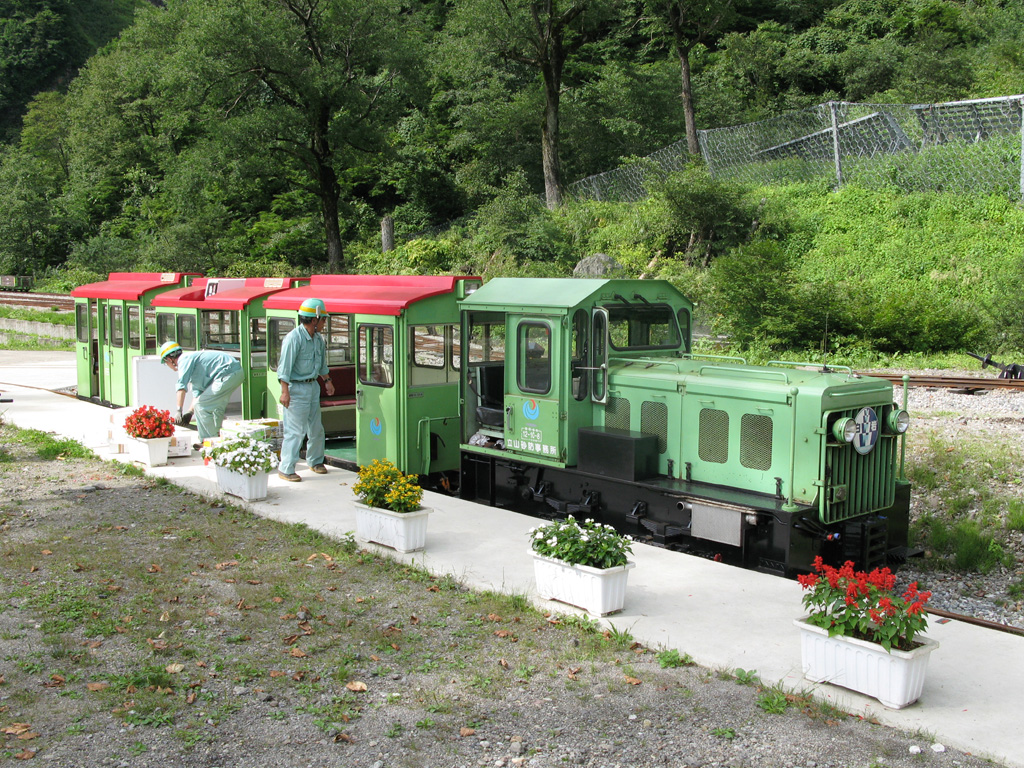
於水谷聯絡所卸貨中，2007年9月。

本鐵路用於運輸常願寺川侵蚀控制设施（如水坝）的建築與維護材料和人員。本鐵路與一般鐵路不同，因為不屬公眾交通而是屬於建築相關設施，故非屬铁道事業法和軌道法的管理，而是受劳动安全卫生法所規範。本鐵路是日本鐵路中擁有最多折返式路線者；在大約18公里的區間中，有八個區域，共38處折返式路線。在樺平至水谷之間，有連續18個折返式路線。這條鐵路是日本罕見610毫米（2英尺）軌距的鐵路，且很可能是唯一仍存在者，加上其歷史意義，本鐵路已被列為日本文化財。 

## 歷史
發源於立山連峰，流入富山灣的常願寺川，是世界上流速最快的河流之一，上游還有地質脆弱的立山破火山口，曾在該地區造成多起洪水和山體滑坡。 1926年，內務省著手進行攔砂壩等整治工程，並興建本鐵路線以運輸材料、機器、人員。
軌道建設於1926年動工，1927年開始全面建設，於1929年開通千壽原至樺平之間的11.7公里路段，1930年，樺平至水谷發電站之間的鋼索斜坡鐵道開通，水谷至白岩之間的軌道則在1931年通車。至此，完成了從千壽原至白岩之間的軌道路線
1944年二戰期間一度停止運營， 1948年劃歸建設省（現國土交通省前身）管轄後恢復行駛。由於鋼索斜坡鐵道在期間崩壞，於，1951年至1964年間在樺平和水谷發電站之間以索道連通。
在1962年開始在樺平附近興建了18個折返式路線，於1965年完工取代了索道，列車可由千壽原直接開到白岩。但後來水谷至白原間的路段停駛，僅行駛於千壽原與水谷之間。由於本鐵路行經陡峭山區，經常因大雨而發生路基塌陷、落石、樹木倒塌等損壞。1969年和2004年的大雨都造成多處中斷，兩次都花了一個多月的時間才恢復行駛。

從1998年至2007年，本路線以十年的計劃改建，將折返式路線從九區共42個，減少為八區共38個。因在突出的岩石下通過而聞名的「天鳥飛簷」、「桑谷飛簷」兩段路線也廢除了。

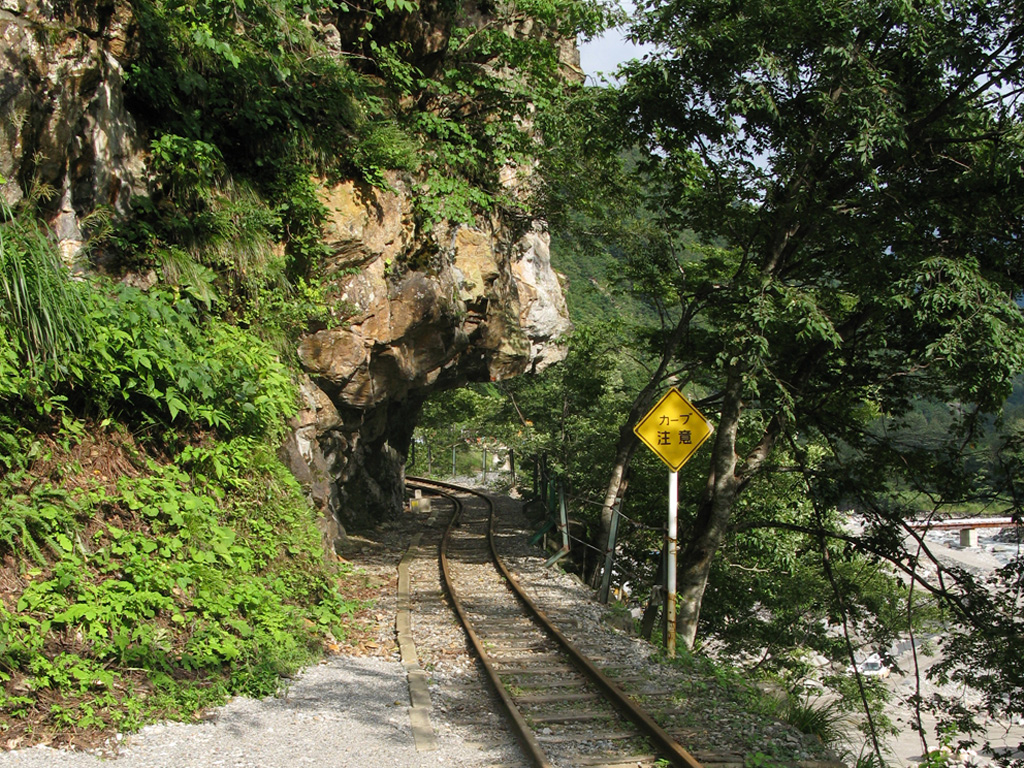
「桑谷飛簷」。現已改線，附近設有參觀用列車的臨時停車點。（2007年9月）

## 路線資料
如無備註，則為2019年7月資料。除非另有說明，數據截至 2019 年 7 月。。
- 路線距離：17.7公里（1980年為18.5公里）[8][13]
- 軌距： 610 毫米[4][13][14]
- 車站數：6個聯絡所[13]
- 複線區間：無，全線單線
- 電化區間：無
- 平均坡度：35.6‰
- 最大坡度：83.3‰[1]
- 隧道：12座[4][13]
- 橋梁：20座 [13]
- 落差：640.29 公尺[1][註 1]
- 折返式路線：8區，合計38個 [1][10][註 2]

## 聯絡所
2019年
- 千壽原（千寿ヶ原，せんじゅがはら）[4] ：位於富山地方鐵道立山線立山站，以及立山黑部貫光立山纜車附近。標高475公尺。
- 中小屋（中小屋，なかごや）
- 桑谷（桑谷，くわだに）
- 鬼城（鬼ヶ城，おにがじょう）
- 樺平（樺平，かんばだいら）
- 水谷（水谷，みずたに）[4]：終點，此處有立山砂防事務所水谷出張所以及工程人員宿舍。[15]標高1117公尺。

過去的聯絡所
- 樺中間（樺中間，かんばちゅうかん）：位於樺平與水谷之間的折返式路線中途，但不知何時廢止。 [16]

## 車輛

### 機車
2020年時的資料。目前使用的機車與巡道車均為北陸重機工業製造。以前曾經使用過加藤製作所與酒井工作所製造的車輛。
- 柴油機車：九輛，用於牽引列車運輸貨物與人員。
- 巡道車：四輛，巡邏與聯絡用。[18]

### 貨車
- 2019年時共有80輛貨車。[19]
  - 貨車包括冷藏車（自1997年開始使用於運輸生鮮食品）。[20]用於運送人員的車輛在2006年的時候有16輛。現在的使用中運用人員的車廂（並非開放式的敞車）數量並未公開[21]。

## 營運狀況
一般以一部柴油機車牽引 3 節客車或貨車。也有以巡道車單輛行駛的。上坡行程需要1小時45分，下坡行程則為1小時55分。
由於本地區冬季降雪量很大，運行期間一般從五月下旬到六月上旬開始，至十一月中旬結束。由於擔心被冬天的大雪破壞，會拆除一些橋樑和防護柵欄。。
由於屬於工程專用線，本路線僅限工程人員使用，不對一般民眾開放。但1984年開始有攔砂壩建設教學旅行使用本路線載運參與者。1998年開始，立山破火山口砂防博物館開始舉辦野外體驗學習團，不過必須預訂、抽籤，而且常因惡劣天氣而取消。

## 備註
1. ↑  原測量落差為642公尺，立山砂防事務所重新測量後於2006年公佈為640.29公尺。
2. ↑  2005年以前為9區，共42個折返式路線。因部分區間興建隧道改線，故數量減少。